# Calderdale
Calderdale es uno de los cinco municipios metropolitanos que forman el condado metropolitano de Yorkshire del Oeste (Inglaterra). Limita al norte y al nordeste con Bradford, al este, sudeste y sur con Kirkless, al suroeste con Gran Mánchester, y al oeste y noroeste con Lancashire.
Fue creado por la Ley de Gobierno Local de 1972, que entró en vigor el 1 de abril de 1974, como una fusión del municipio condal de Halifax, los municipios no condales de Brighouse y Todmorden, el distrito rural de Hepton, y los distritos urbanos de Elland, Hebden Royd, Queensbury y Shelf, Ripponden y Sowerby Bridge.

## Demografía
Según el censo de 2001, Calderdale tenía 192 405 habitantes (48,34% hombres, 51,66% mujeres). Un 21,3% de ellos eran menores de 16 años, un 71,06% tenían entre 17 y 74, y un 7,63% eran mayores de 75. El 93,02% de la población era de raza blanca, el 5,69% asiáticos, el 0,8% mestizos, el 0,22% negros, y el 0,25% chinos o de otro grupo étnico. Reino Unido era el lugar de origen más común (94,32%), seguido por Pakistán (2,03%) e Irlanda (0,87%). La religión más profesada era el cristianismo con un 69,62% de la población, seguida por el islamismo con un 5,3%, el hinduismo con un 0,19%, el budismo con un 0,18%, el sijismo con un 0,11%, y el judaísmo con un 0,07%, mientras que el 16,4% no era de ninguna.
El 42,52% de los habitantes de estaban solteros, el 40,8% casados, el 2,12% separados, el 7,59% divorciados y el 6,96% viudos. La población económicamente activa se situó en 93 590 habitantes, de los que un 91,57% tenían empleo, un 5,5% estaban desempleados, y un 2,91% eran estudiantes a tiempo completo.
Calderdale tenía una superficie total de 363,92 km² y la densidad de población era de 529 hab/km². Había 3952 hogares sin ocupar y 80 937 con residentes. Un 30,47% de ellos estaban habitados por una sola persona, un 10,65% por padres solteros con o sin hijos dependientes, y un 57,28% por parejas, el 46,48% casadas y el 10,8% sin casar, de igual forma, con o sin hijos dependientes en ambos casos.